# 12648 Ibarbourou
A 12648 Ibarbourou (ideiglenes jelöléssel (12648) 1135 T-3) a Naprendszer kisbolygóövében található aszteroida. Cornelis Johannes van Houten, Ingrid van Houten-Groeneveld és Tom Gehrels fedezte fel 1977. október 17-én.

## Kapcsolódó szócikk
- Kisbolygók listája (12501–13000)